# 巴蘭加爾戰役 (650)
巴蘭加爾戰役，是可薩汗國與阿拉伯帝國第一次衝突，阿拉伯軍隊的指揮官是阿布杜拉赫·伊本·拉比亞。
阿布杜拉赫，他是亞美尼亞總督蘇里曼的兄弟被派征服可薩汗國的任務，並為此目的在640年代後期侵入北高加索，阿布杜拉赫和他軍隊在汗國首都巴蘭加爾外圕遭遇可薩軍隊並，被殲滅。根據阿拉伯和伊朗史家，兩軍也使用射石器。